# 聖城軍
聖城軍，或譯聖城旅（波斯語：نیروی قدس سپاه پاسداران انقلاب اسلامی ），是伊朗伊斯兰革命卫队的一支特種部隊，負責在國外執行任務。聖城軍指揮官直接聽令於伊朗最高领袖。2011年有報導估計聖城軍的人數介乎5,000至14,000人之間。
美國軍方於2007年指責聖城軍和真主党在伊朗訓練伊拉克人，然后把他们送回伊拉克袭击美軍，造成美軍人員喪生。美國財政部於2007年10月25日將聖城軍列為恐怖組織，禁止美國公民與聖城軍進行任何交易，並凍結聖城軍在美國的資產。加拿大也於2012年12月17日將聖城軍列為恐怖組織。
2011年，美国参议院情报委员会主席黛安·范士丹称，美国政府有足够的证据显示，圣城军参与了刺杀沙特阿拉伯驻美大使的阴谋策划。
2020年1月3日，聖城軍司令卡西姆·蘇萊曼尼在伊拉克巴格達國際機場附近被美軍空袭殺死。
2024年4月1日，以色列對伊朗駐敘利亞領事館空襲造成11人死亡，其中包含高層指揮官穆罕默德-礼萨·扎赫迪及其副手拉伊米（Haji Rahimi）。

## 敘利亞內戰
在叙利亚内战中，聖城軍在敘利亞參與培訓敘利亞政府軍和親政府民兵。

## 歷任指揮官
| # | 肖像 | 姓名 （生卒）                    | 任期          |
| - | ---- | -------------------------------- | ------------- |
| 1 |      | 艾哈邁德·瓦希迪准將（1958―）     | 1988年―1998年 |
| 2 |      | 卡西姆·蘇萊曼尼少將（1957―2020） | 1998年―2020年 |
| 3 |      | 伊斯梅爾·賈尼准將（1957―）       | 2020年―       |

## 延伸阅读
- Hesam Forozan, The Military in Post-Revolutionary Iran: The Evolution and Roles of the Revolutionary Guards, c. 2017
- Safshekan, Roozbeh; Sabet, Farzan, "The Ayatollah's Praetorians: The Islamic Revolutionary Guard Corps and the 2009 Election Crisis", The Middle East Journal, Volume 64, Number 4, Autumn 2010, pp. 543–558(16).
- Wise, Harold Lee (2007). Inside the Danger Zone: The U.S. Military in the Persian Gulf 1987–88. Annapolis: Naval Institute Press. ISBN 1-59114-970-3.